# Kanal D
Kanal D é um canal de televisão nacional na Turquia e parte do Demirören Holding. O canal é transmitido via satélite para 27 países. A rede também possui um canal internacional, o Euro D, foi o primeiro canal de alta definição na Turquia, o Kanal D HD.
Em 18 de fevereiro de 2007, o Kanal D lançou na Romênia um canal de televisão com o mesmo nome. 
O logo do 'KANAL D' não é exibido em sua transmissão turca. Apenas a seção de é exibida nos comerciais.

## História
O canal foi lançado em 19 de dezembro de 1993 . É uma das primeiras emissoras de televisão turca. Com sua transmissão de alta qualidade, é um dos canais mais assistido do país.

## Euro D
Euro D é um canal de televisão criado para transmitir aos turcos na Europa . O nome antigo Channel D Fun mudou seu nome para Euro D em 7 de março de 2001. São transmitidos principalmente, filmes e programas do Kanal D. Juntamente com Kanal D, passou a transmissão widescreen 16:9 em 1 de julho de 2013. O Euro D está localizado em 4 satélites no total, atingindo 67 países através desses satélites.